# Coryogalops bretti
Coryogalops bretti är en fiskart som beskrevs av Goren, 1991. Coryogalops bretti ingår i släktet Coryogalops och familjen smörbultsfiskar. Inga underarter finns listade i Catalogue of Life.